# Spiraalmosdiertje
Het spiraalmosdiertje (vroeger ook wel gepluimde hoorncelpoliep genoemd) (Crisularia plumosa) is een mosdiertjessoort uit de familie van de Bugulidae. De wetenschappelijke naam van de soort is, als Cellularia plumosa, voor het eerst geldig gepubliceerd in 1766 door Peter Simon Pallas.

## Beschrijving
Het spiraalmosdiertje vormt opvallende kolonies, die eruitzien als kleine, 8 tot 10 cm hoge, spiraalvormig opgebouwde boompjes. Kolonie spiraalmosdiertjes zijn vaak in massa's bij elkaar te vinden en gemengd met onder meer zakpijpen. Het is zeer fijn gebouwd en soepel, zijn halfdoorzichtig, met een grijsbruine kleur.

## Verspreiding
Het spiraalmosdiertje komt voor in de Noord-Atlantische Oceaan, voornamelijk rond het Verenigd Koninkrijk, Ierland, Nederland, Noord-Frankrijk, Duitsland en Denemarken. Het wordt gevonden op stenen, hout en andere structuren vanaf de laagwaterlijn tot een diepte van 15 tot 20 meter. Het spiraalmosdiertje houdt van rustige omstandigheden en kan goed tegen veel slib in het water; wordt dan ook veel gevonden op havenpieren. Deze struikvormige mosdiertjessoort wordt gegeten door diverse zeenaaktslakken, waaronder de breedkop-harlekijnslak, het blauwtipje en het wrattig tipje.

## Naamgeving
De oude Nederlandse naam "gepluimde hoorncelpoliep" was zeer verwarrend, omdat een poliep een verschijningsvorm is die alleen voorkomt bij de niet nauw verwante neteldieren (Cnidaria), zoals kwallen. Daarom werd door zoölogen voorgesteld om voor deze soort de nieuwe Nederlandse naam "spiraalmosdiertje" te gebruiken, die minder verwarrend is.